# ヘリテック
株式会社ヘリテック･エアロサービス (Helitech aeroservices, Inc.) は、東京ヘリポートを拠点に航空事業を行っている会社である。ただし、2023年1月現在、国土交通省からの航空機使用事業の認可は受けていない。

## 沿革
- 2003年11月 - 前代表者小川聖の個人事業として創業。
- 2004年7月 - 米国デラウェア州に、Helitech aeroservices, Inc.として法人登記。　同時に横浜市保土ヶ谷区に日本支社設立登記。
- 2007年1月26日 - 日本支社解散。東京江東区に株式会社として設立登記。
- 2007年12月 - 株式会社NVCが62.5%の株式を取得、同社の子会社となる。
- 2008年10月29日 - 東京航空局より航空運送事業および航空機使用事業許可。（東空振第144号）
- 2008年12月1日 - 事業運航開始
- 2009年7月 - つくばヘリポート内に本店移転
- 2011年1月 - 東京ヘリポート内に基地移転（つくばヘリポート基地閉鎖）
- 2011年12月 - 前代表取締役小川聖ら創業役員を解任

### 事業内容
ヘリテックは小型ヘリコプター2機を運航し、事業運航を行う会社である。
コストパフォーマンスを重視したローコスト航空撮影に事業を特化し、防振カメラマウントシステムを自社開発する。映画、CM、番組制作のための航空撮影には、既存航空会社や映像技術会社と連携する。

### ヘリテック・フライトカレッジ
事業運航の本格化に伴い航空撮影事業を拡大するとともに、教育訓練事業にも進出することを公表しており、一般および官公庁向けヘリコプター操縦士免許訓練校としてフライトスクール「ヘリテック・フライトカレッジ」を2008年12月に開校したが、2009年11月には閉鎖している。

## 機材

### ヘリコプター
- ロビンソン式R44型機 - ２機
- 川崎式BK117B-2型機 - 1機

### 撮影機材
- アクティブカメラスタビライザー　（Helixシステム）- 1台
- 5軸アクティブカメラスタビライザ （BLEZN-200 HD） - 1台

## 備考
- ICAO航空会社コードはHIJ。
- カンパニー周波数は129.45MHz。